# Il ventre di Maria
Il ventre di Maria è un film del 1992 diretto da Memè Perlini. Il film è tratto da un racconto di Franca Bigliardi, moglie di Pier Carpi, il quale ha scritto la sceneggiatura insieme al regista.

## Trama
Maria è una giovane popolana, molto povera, costretta a vivere in un capannone con la madre. Si innamora e viene ricambiata da Giuseppe un artigiano del luogo. Il loro amore è particolare infatti i due si amano e vogliono restare insieme ma al tempo stesso provano repulsione l'uno per l'altra. Maria comincia ad avere visioni , crede di vedere infatti un giovane nudo davanti a lei che le annuncia un "cambiamento" nel suo futuro. Crede addirittura di essere posseduta da questo giovanotto. Alla fine Maria rimane incinta e nonostante ciò lei e Giuseppe vanno a vivere insieme. Maria dà alla luce un bambino che chiamerà Gesù e dopo molti anni il bambino cresce. Gesù è un bambino apparentemente autistico, sempre isolato da tutti, ma che riesce a trasformare giocattoli di creta in uccelli.